# Kirkkonummi
Kirkkonummi (/ˈkirkːoˌnumːi/, en suédois : Kyrkslätt /²ɕʏrːkslɛt/) est une commune du sud de la Finlande, dans la région d'Uusimaa (en suédois : Nyland), dans la province de Finlande méridionale. Située en banlieue ouest de la capitale Helsinki, elle compte près de 38 000 habitants, et connaît une forte croissance.

## Géographie

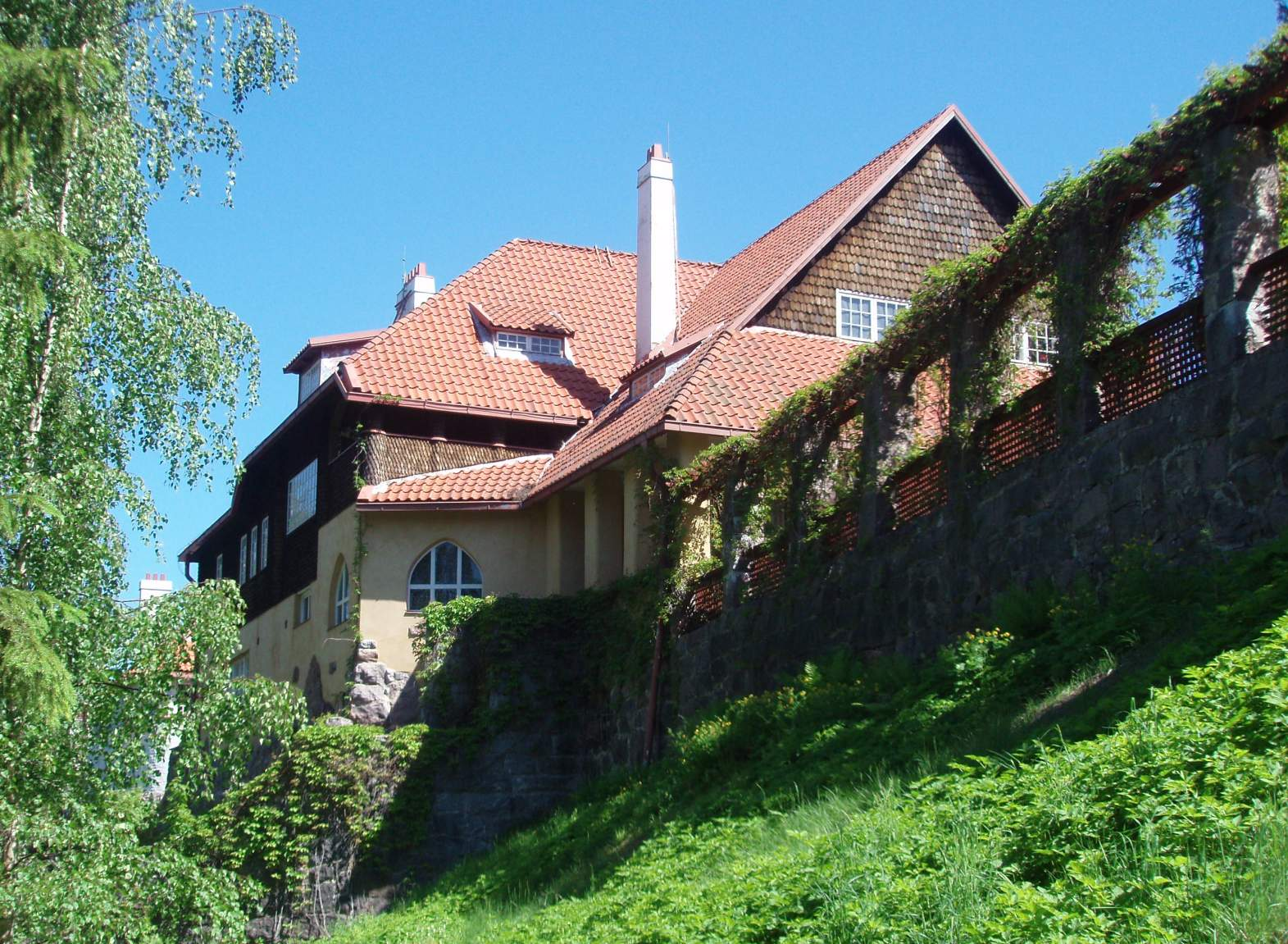
Hvitträsk

La commune est bordée au sud par le golfe de Finlande, importante façade maritime (145 km de côte) ponctuée de centaines d'îles et deux péninsules importantes, Porkkala et Upinniemi.
Le centre de la commune est largement plat, on y trouve le village centre et la voie ferrée Helsinki-Turku.
Le nord est sauvage, forêts, eskers et lacs, ressemblant à sa voisine Espoo.
La municipalité comprend une partie du Parc national de Nuuksio.
Outre Espoo (à l'ouest), elle est bordée par les municipalités de Vihti et Siuntio. Kirkkonummi fait partie du Grand Helsinki.
Les habitants sont partagés entre plusieurs villages majeurs et d'autres moins importants, jouant de plus en plus le rôle de banlieue dortoir de la capitale. C'est ce manque d'unité qui a empêché Kirkkonummi d'être proclamée ville, cas similaire à la municipalité de Nurmijärvi.

## Transports
Kirkkonummi est dans le périmètre des transports de la région d’Helsinki.
Le village centre est situé à 30 km du centre de Helsinki,
30 minutes en voiture et à peine plus en bus ou en train.

### Liaisons routières
La valtatie 1 traverse le nord de Kirkkonummi.
Le centre de Kirkkonummi est au bord de la kantatie 51.
La partie occidentale de la kantatie 50 c'est-à-dire de la Kehä III est située à Kirkkonummi.

### Transport par bus
Localement, les bus de Pohjolan Liikenne et de Nurmijärven Linja Oy desservent le sud et le centre de Kirkkonummi ainsi que Veikkola.
Les lignes de bus de la région d'Helsinki desservant Kirkkonummi sont les suivantes,:
| Ligne | Trajet                                                  |  |
| ----- | ------------------------------------------------------- |  |
| 901   | Luoma – Masala – Jorvaksentie – Hirsala                 |  |
| 902   | Usine de Pikkala – Kirkkonummi – Porkkala               |  |
| 903   | Kirkkonummi – Hila                                      |  |
| 906   | Luoma – Masala – Kauhala                                |  |
| 907   | Kirkkonummi – Veklahti – Lapinkylä – Veikkola           |  |
| 908   | Kirkkonummi – Evitskog – Kylmälä – Veikkola – Kaislampi |  |
| 909   | Veikkola – Lapinkylä – Kauhala                          |  |
| 914x  | Tolsa – Kirkkonummi                                     |  |

### Transports ferroviaires
La rantarata reliant Helsinki à Turku dessert à Kirkkonummi les gares de Masala, Jorvas, Tolsa, Kirkkonummi.
Les trains de la région d'Helsinki : les trains U circulent entre Helsinki et Kirkkonummi en desservant deux fois par heure les gares de Masala, Jorvas, Tolsa, Kirkkonummi.
Aux heures de pointe, les trains U et Y desservent les gares de Masala et de Kirkkonummi.

## Histoire
La région est peuplée depuis l'âge de la pierre comme l'attestent des gravures rupestres, les premières découvertes en Finlande.
Au début du XXe siècle, la commune est un des lieux de repos favoris des artistes fuyant l'agitation d'Helsinki. C'est à ce moment-là qu'est édifiée la demeure de Hvitträsk (1902), œuvre des architectes les plus connus de l'époque : Eliel Saarinen, Herman Gesellius et Armas Lindgren. C'est aujourd'hui un musée et l'une des principales curiosités touristiques de la commune.
À la suite de la guerre, l'histoire de la municipalité devient plus dramatique. L'URSS exige dès l'armistice de 1944 de pouvoir louer pour cinquante ans la péninsule de Porkkala, et avec près de la moitié de la commune, pour en faire une base militaire. Cette base avait une double fonction, pouvant à la fois bloquer le golfe de Finlande contre une offensive ennemie, et aussi contrôler la capitale finlandaise Helsinki, distante de tout juste trente kilomètres. Le traité de Paris entérine cette situation. Cependant, devant le bon comportement des dirigeants finlandais, les Soviétiques évacuent finalement Porkkala en 1956. Aujourd'hui, la péninsule d'Upinniemi (voisine de Porkkala, et faisant partie à l'origine de la zone concédée) abrite la principale base navale du pays et l'école de la marine.

## Démographie
La courbe de population est assez intéressante. Avant la guerre, la municipalité compte une importante population agricole, répartie sur une centaine de villages. La moitié sud est évacuée en 1944 pour laisser place nette à l'armée soviétique.
Les habitants réinvestissent leurs villages ou ce qu'il en reste dès la fin des années 1950 mais la commune commence alors à jouer le rôle de banlieue de Helsinki et connaît un développement exponentiel depuis lors, affichant dernièrement des taux de croissance de la population de l'ordre de 3 % par an.
| 1924  | 1938  | 1957  | 1960  | 1963  | 1970   | 1973   |
| ----- | ----- | ----- | ----- | ----- | ------ | ------ |
| 7 775 | 7 846 | 4 255 | 7 033 | 8 035 | 11 500 | 13 334 |

| 1984   | 1992   | 2001   | 2004   | 2005   | 2012   | 2015   |
| ------ | ------ | ------ | ------ | ------ | ------ | ------ |
| 21 880 | 26 539 | 29 694 | 32 772 | 33 581 | 37 501 | 38 391 |

| 2018   | 2023   | - | - | - | - | - |
| ------ | ------ | - | - | - | - | - |
| 39 275 | 41 160 | - | - | - | - | - |

## Économie

### Principales entreprises
Les principales entreprises de Kirkkonummi par chiffre d'affaires sont:
| Société                  | C.A. 2023 |
| ------------------------ | --------- |
| Apetit Kasviöljy Oy      | 165 M €   |
| Oy L M Ericsson Ab       | 117 M €   |
| Suomen Sokeri Oy         | 110 M €   |
| Klinger Finland Oy       | 42 M €    |
| Mesvac Oy                | 39 M €    |
| K-Citymarket Kirkkonummi | 24 M €    |
| Metalcast Oy             | 23 M €    |
| Pa-Hu Oy                 | 19 M €    |
| Delipap Oy               | 18 M €    |
| Multirel Oy              | 18 M €    |

### Principaux employeurs
En 2023, les plus importants employeurs privés de Kirkkonummi sont:
| Employeur              | Employés |
| ---------------------- | -------- |
| Oy L M Ericsson Ab     | 695      |
| Mesvac Oy              | 194      |
| Nesenta Oy             | 164      |
| Suomen Sokeri Oy       | 131      |
| Klinger Finland Oy     | 96       |
| Erikkila Oy            | 68       |
| Pa-Hu Oy               | 65       |
| Delipap Oy             | 65       |
| Kirkkonummen Huolto Oy | 64       |
| Maston Oy              | 42       |

## Jumelages
| Ville | Ville                 | Pays | Pays    | Période     |
| ----- | --------------------- | ---- | ------- | ----------- |
|       | commune de Sundbyberg |      | Suède   | depuis 1972 |
|       | Paldiski              |      | Estonie | depuis 1996 |

## Personnalités liées à Kirkkonummi

### Économie
- Antti Herlin
- Niklas Herlin
- Samuli Seppälä

### Politique
- Anders Adlercreutz
- Elisabeth Rehn
- Raija Vahasalo

### Science et culture
- Eero Aarnio
- Herman Gesellius
- Joel Haahtela
- Jan Kaila
- Jukka Kemppinen
- Pertti Koskimies
- Armas Lindgren
- Ari Mennander
- Kimmo Nuotio
- Timo Parvela
- Paavo Rintala
- Eero Saarinen
- Eliel Saarinen
- Bengt Schalin

### Artistes
- Eija Ahvo
- Ilkka Johannes Lipsanen
- Axel Ehnström
- Timo Haapaniemi
- Pentti Hauhiala
- Svante Martin
- Jarmo Mäkinen
- Laura Närhi
- Taisto Oksanen
- Jukka Poika
- Keke Pulliainen
- Sara Säkkinen
- Kari Tapio
- Johanna Tuomi
- Likanen Etelä
- Laura Närhi
- Seidi Haarla

### Sportifs
- Amin Asikainen
- Veikka Gustafsson
- Olli Mäki
- Pekka Mäki
- Jussi Oksanen
- Thorvald Strömberg
- Laura Österberg Kalmari

## Galerie

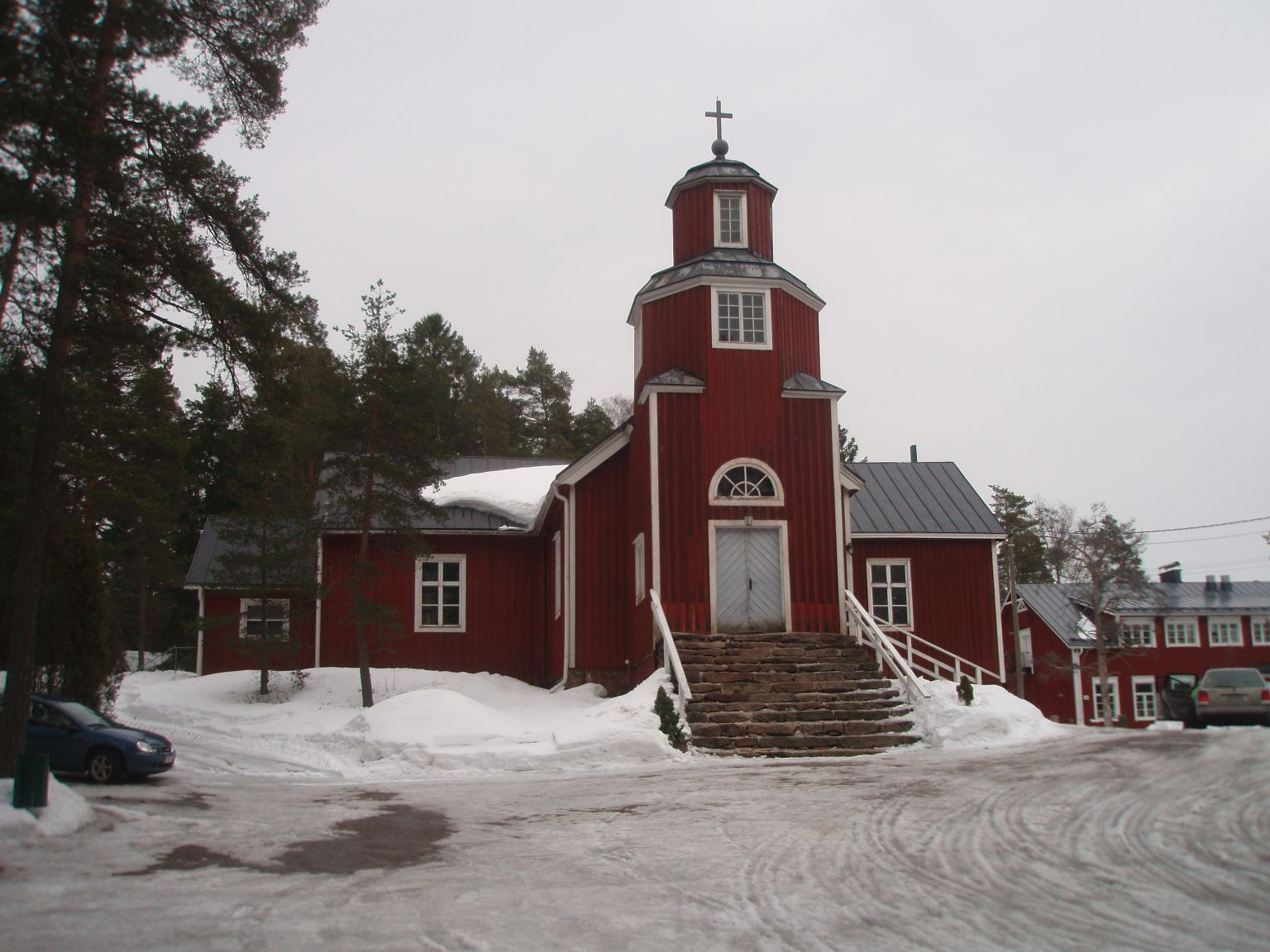
Église d'Haapajärvi.
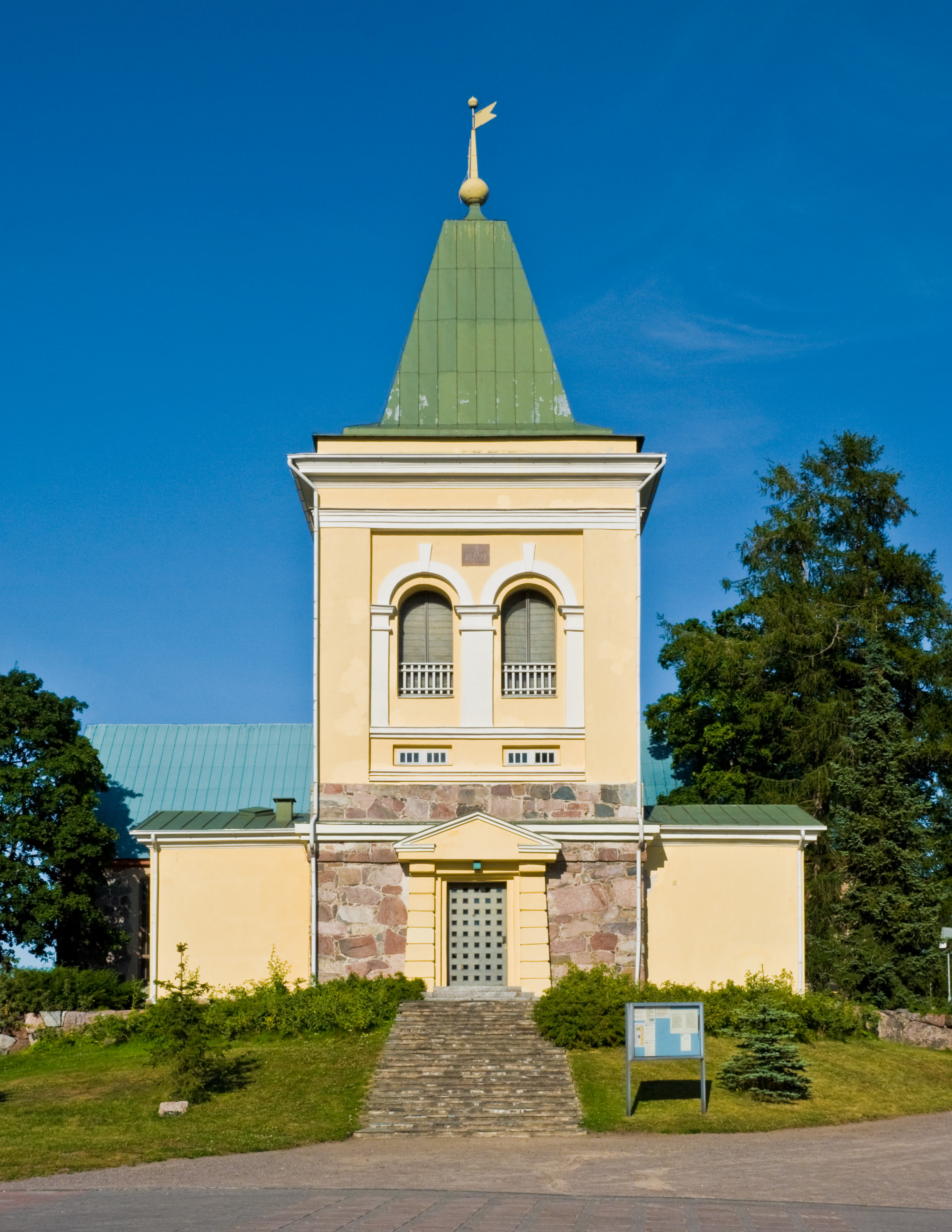
Église de Kirkkonummi.
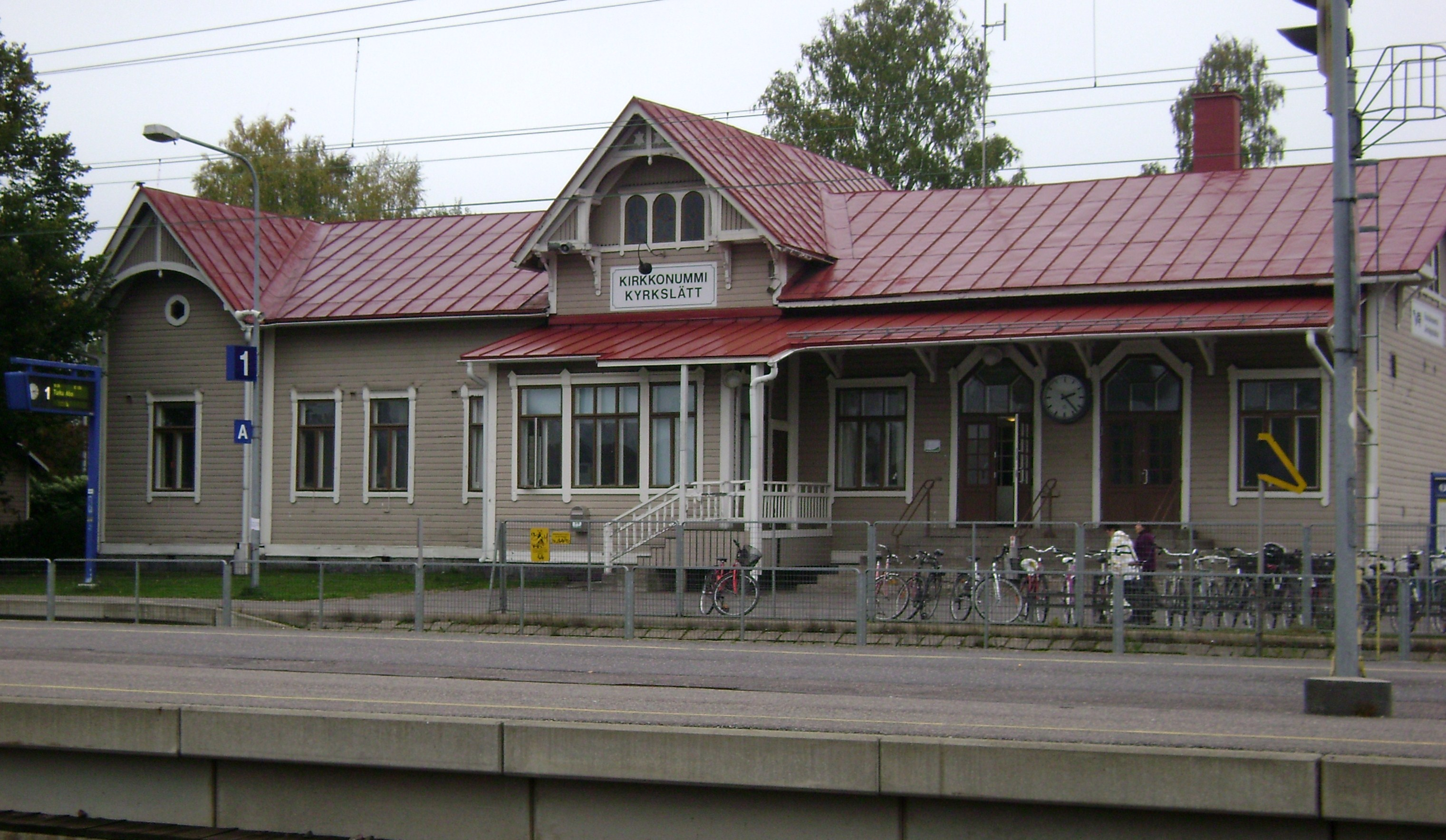
Gare de Kirkkonummi.
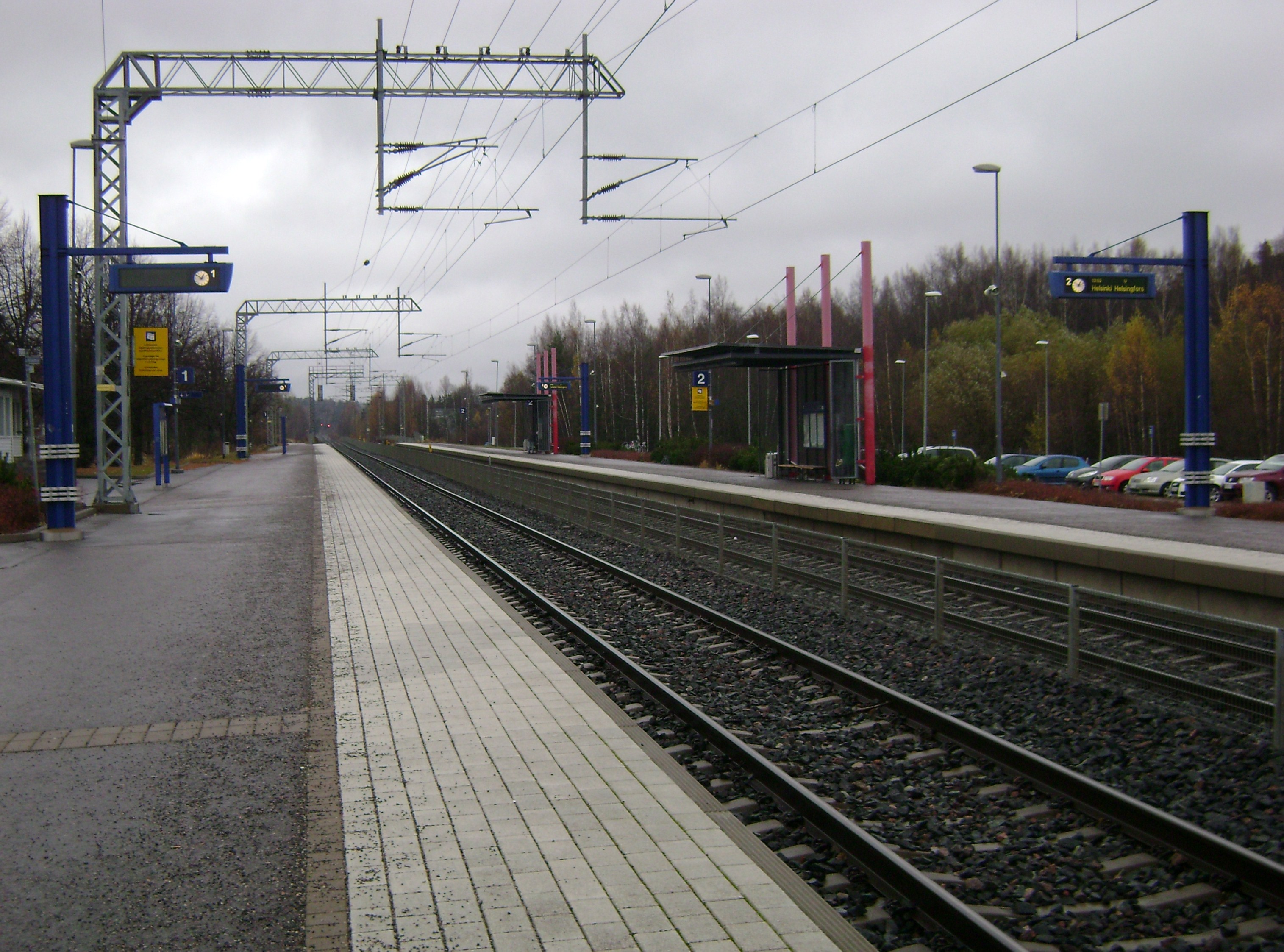
Gare de Masala.
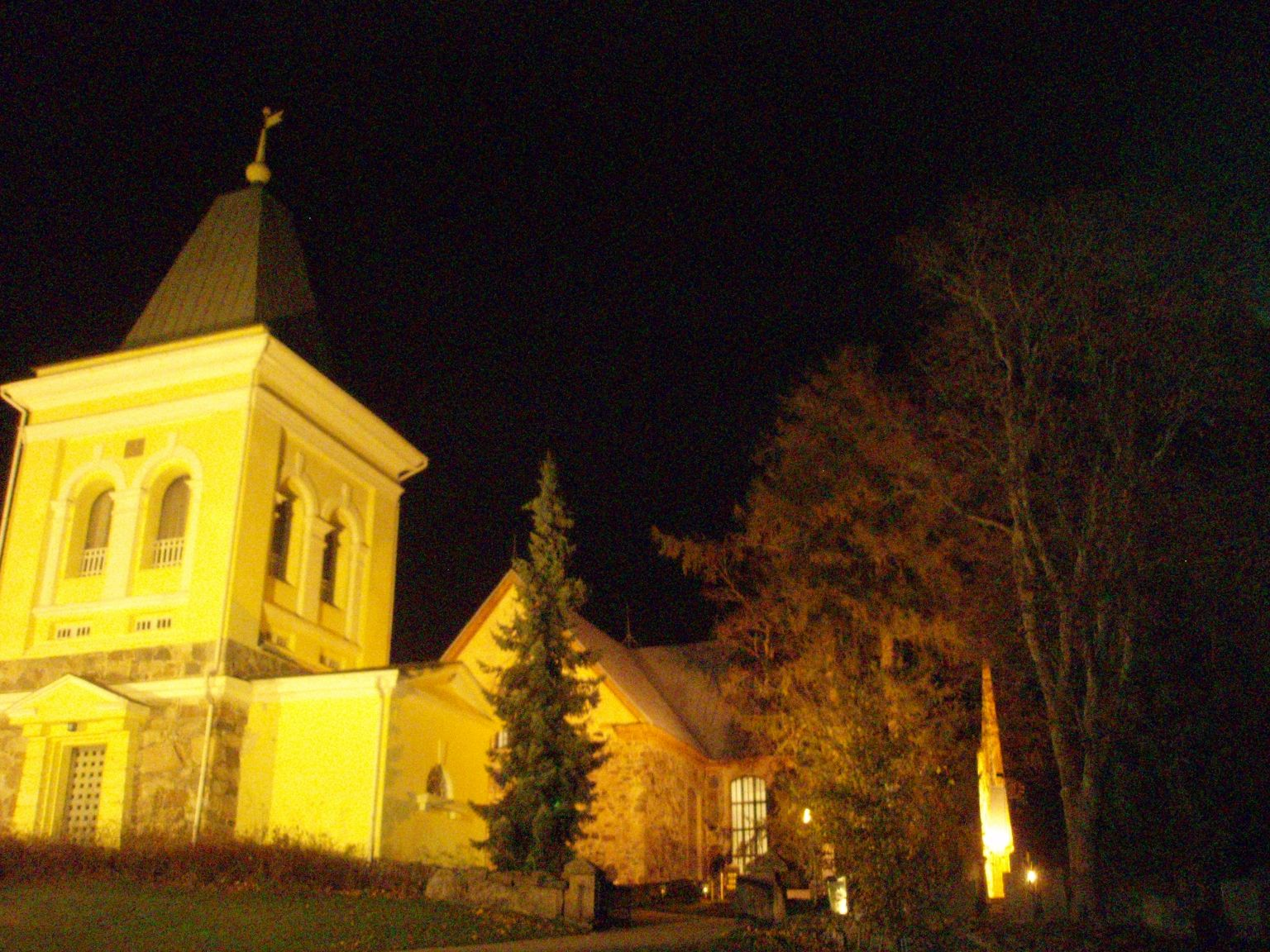
Église de Kirkkonummi
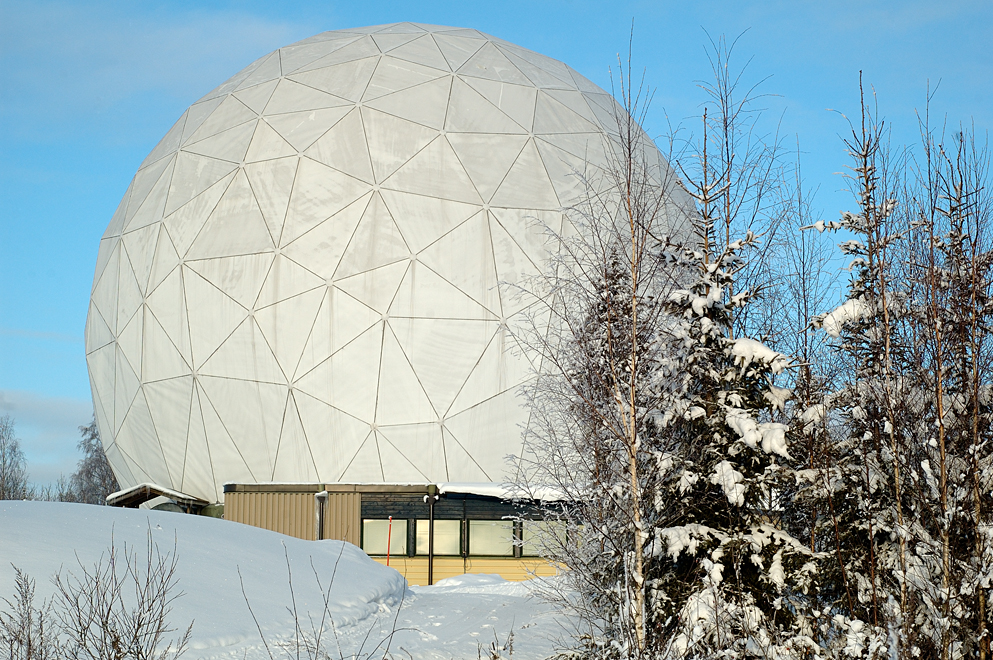
Observatoire de Metsahovi.
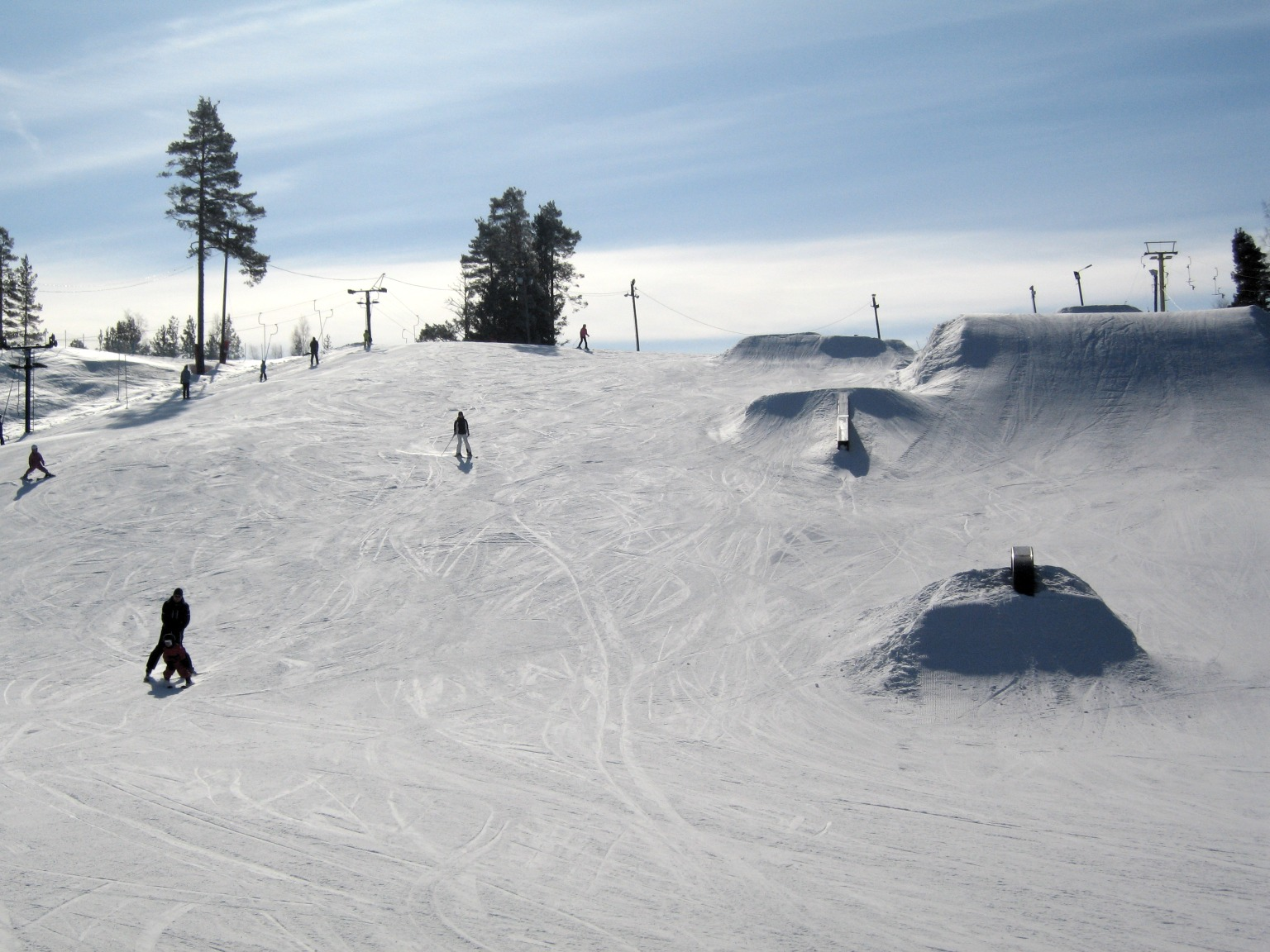
Piste de Peuramaa.
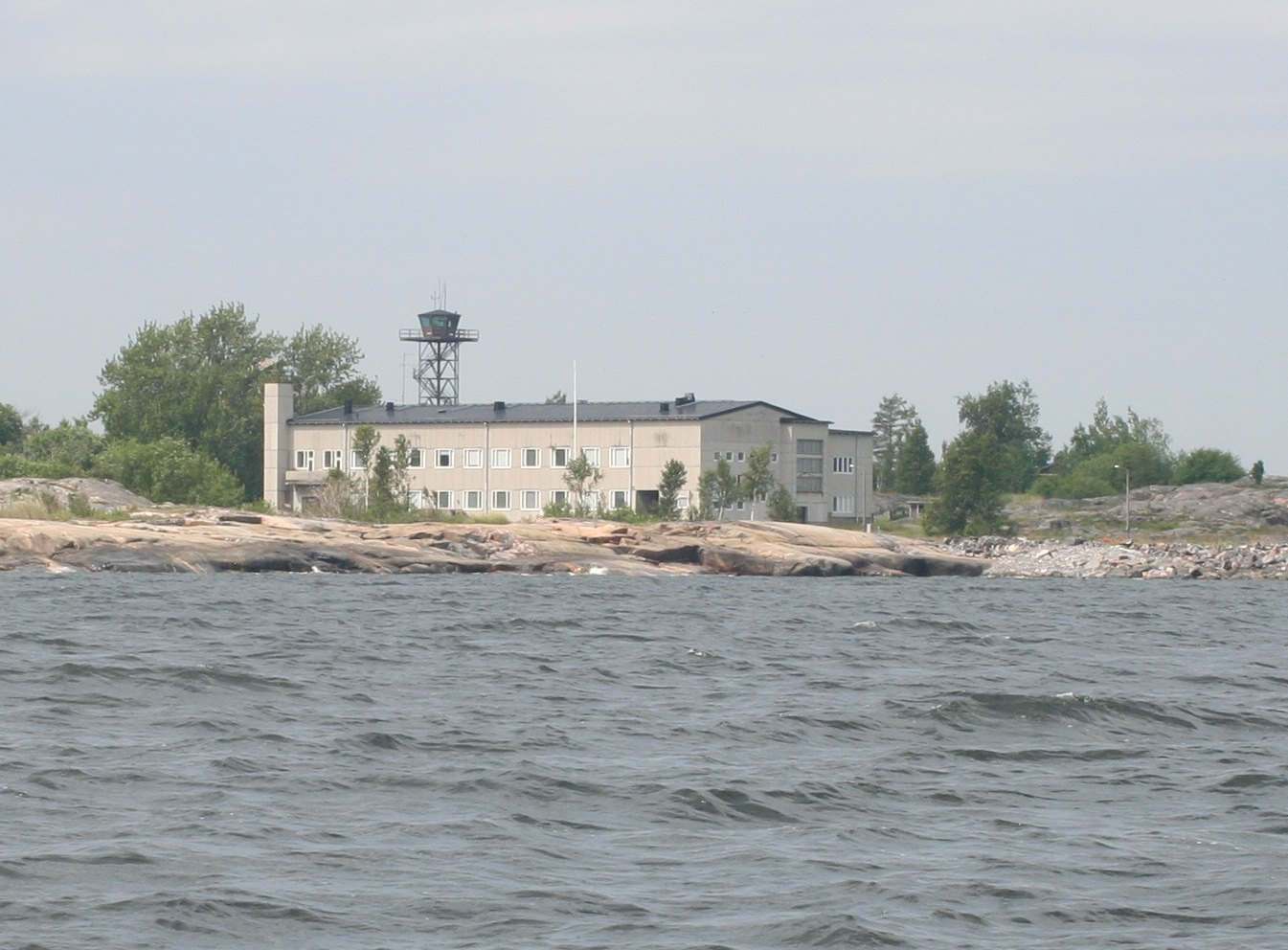
Forteresse de Makiluoto.
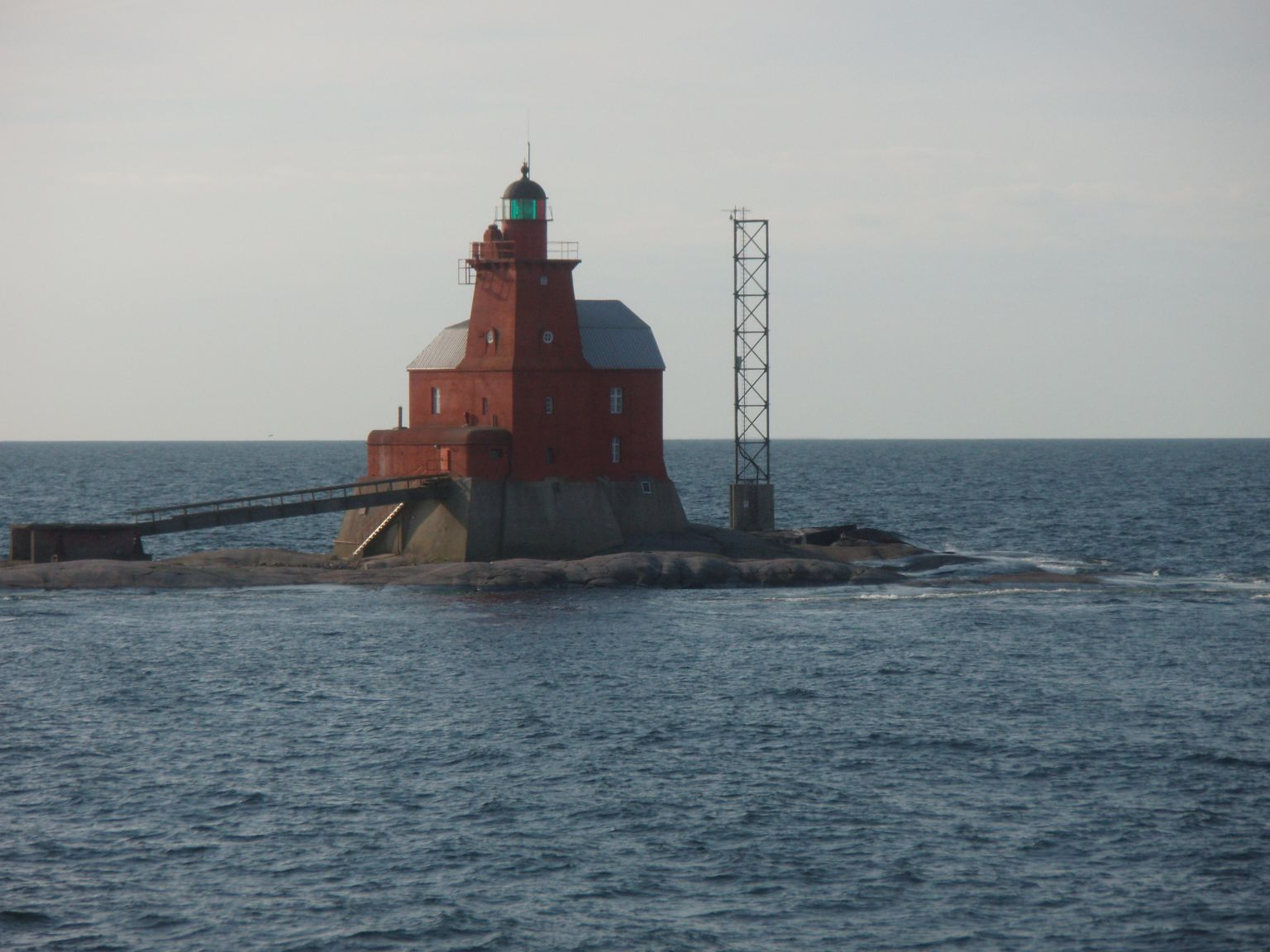
Phare de Rönnskär.
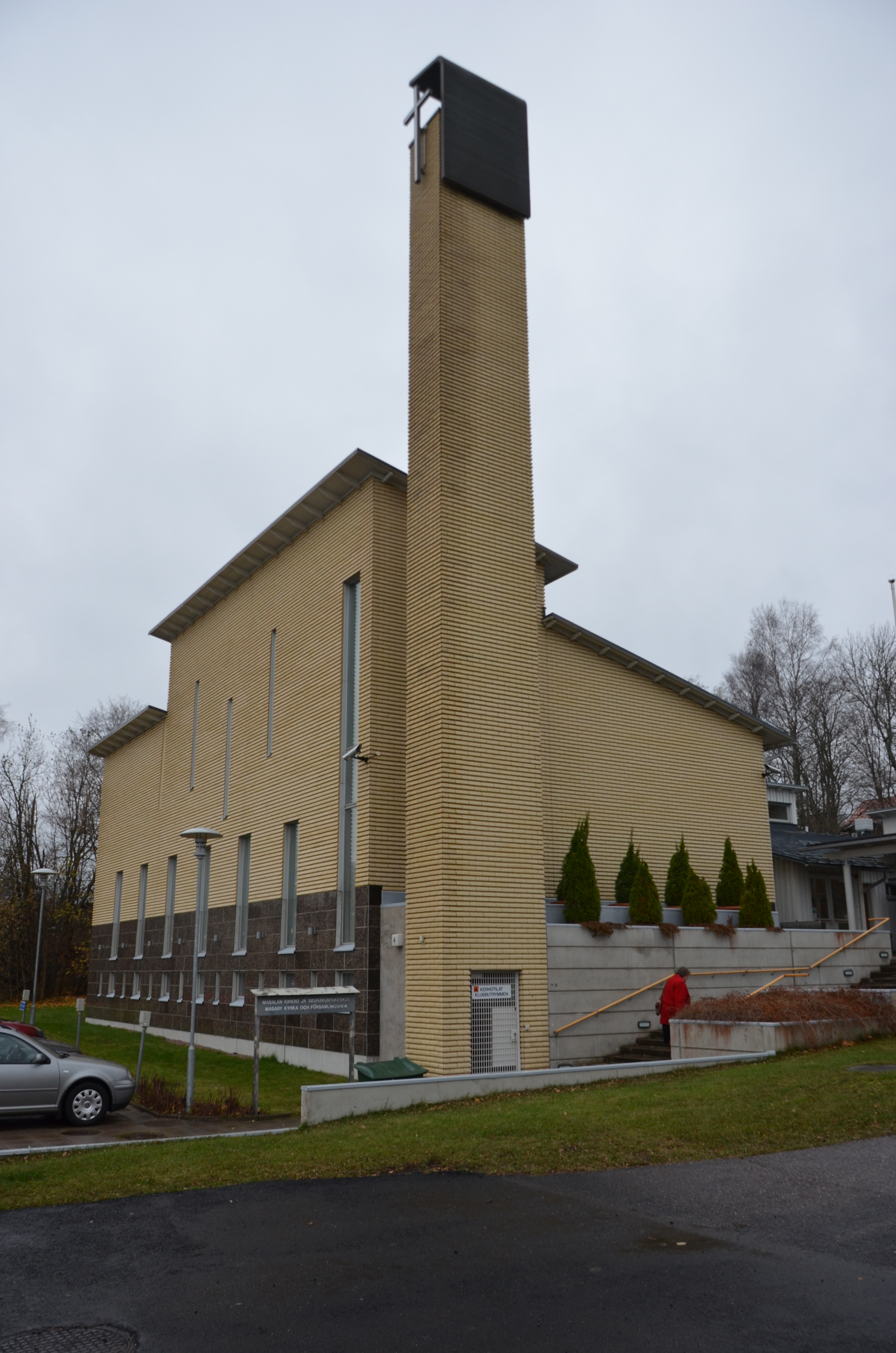
Église de Masala.